# Constitution des Fidji
Pour un article plus général, voir Politique aux Fidji.
Constitution fidjienne de 1997
La constitution des Fidji est la loi fondamentale de la république des Fidji. Une nouvelle constitution, remplaçant celle de 1997 a été adoptée en 2013. Il s'agit de la quatrième constitution des Fidji.
La Constitution de 1997 a été suspendue en 2006 et abrogée en juillet 2009 par le Premier ministre Frank Bainimarama.
La nouvelle Constitution dérive de la Charte du peuple pour le changement, la paix et le progrès et des consultations menées avec les partis politiques, les ONG et les citoyens,.

## Sources

## Compléments